# Културно-природни комплекс Ледњице - Валтице
Културно-природни комплекс Ледњице - Валтице (такође подручје Ледњице-Валтице или комплекс Ледњице-Валтице, чеш. Lednicko-valtický areál) је културно-природни пејзажни комплекс од 283,09 км² у областима Ледњице и Валтице у Јужноморавском крају, у близини Брецлава у Чешкој.
Подручје Ледњице-Валтице регистровано је на листи споменика заштићених од стране УНЕСКО-а као подручје светске баштине. У непосредној је близини заштићеног пејзажног подручја Палава (резерват биосфере Палава), резервата биосфере који је УНЕСКО регистровао неколико година раније. Непосредна близина два културна пејзажа заштићена од стране УНЕСКО-а је јединствена.

## Историја
Кућа Лихтенштајн стекла је дворац у Ледњицама 1249. године, што је означило почетак њиховог насељавања у том подручју. Остао је главна резиденција породице Лихтенштајн 700 година, све до 1939. и Другог светског рата.

### Од 17. до 19. века
Војводе Лихтенштајн трансформисали су своја имања у један велики и дизајнирани приватни парк између 17. и 20. века. Током 19. века, војводе су наставиле да трансформишу подручје као велики традиционални енглески пејзажни парк. Архитектура барокног и готичког препорода њихових двораца повезана је мањим зградама и пејзажом који је обликован према енглеским принципима пејзажне архитектуре.
Ова два замка су 1715. године повезана пејзажном алејом и путем, касније преименованом по песнику Петру Безруч. Ледњичка језера се налазе између града Валтице и села Ледњице и Хлоховец; као и рибњаци Mlýnský, Prostřední, Hlohovecký, и Nesyt. Знатан део културног пејзажа комплекса покривенен је боровом шумом, познатом као Boří les, а у областима уз реку Дије, приобалним шумама.

### 20. век
1918. регион је постао део нове Чехословачке. Породица Лихтенштајн противила се припајању чешке територије Судетима од стране нацистичке Немачке, и као последица тога нацисти су им одузели имовину, а породица се потом преселила у Вадуц 1939. године. После Другог светског рата породица је неколико пута покушала да поврати имовину. После рата, они су прешли у власништво Чехословачке: њен комунистички режим није подржавао враћање великих поседа прогнаним аристократским земљопоседницима.
После Чехословачке плишане револуције 1989. године, потомци Лихтенштајна поново су обновили правне покушаје реституције, што је негирала Чешка држава, данашњи власник имања.

## Карактеристике
Главни елементи су:
- Дворац Валтице и суседни град Валтице
- Дворац Ледњице и суседно село Ледњице
- Село Хлоховец

### Павиљони и архитектонски каприци
Поред замкова, постоји много великих и малих стамбених павиљона који се налазе у целом дизајнираном пејзажу, који су служили као дворци или ловачки домови.
- Колонада - Рајсна (немачки: Reistna)
- неокласична колонада на врху гребена изнад Валтице (попут павиљона) од 1810-их до 1820-их
- Белведере
- видиковац
- Место за састанке (Rendezvous) (или Дијанин храм)
- ловачки дом у облику неокласичног лука из 1810-их
- Капела Светог Хуберта (Kaple svatého Huberta)
- структура готичког препорода из 1850-их година посвећена заштитнику ловаца, смештена у боровој шуми
- Граничарска кућа (Hraniční zámeček)
- класицистички замак саграђен 1820-их директно на бившој (до 1920) граници између Доње Аустрије и Моравске

- Храм Три Грације (Tři Grácie)
- полукружна галерија са алегоријским статуама наука и муза и статуом Три грације из 1820-их
- Рибарска кућа (Rybniční zámeček)
- на обали једног од језера Ледњице

- Нова фарма (немачки: Neuhof)- Неокласична фарма завршена 1809. године, првобитно коришћена за узгој оваца, а данас за узгој коња
- Аполонов храм (Apollónův chrám)
- неокласични ловачки дом из 1810-их, на обали једног од језера Ледњице
- Ловачки дом (Lovecký zámeček)
- неокласична кућа из 1806
- Јанов замак (Janův hrad or Janohrad)
- архитектонски каприц готичког препорода „вештачких рушевина“ (чеш. umělá zřícenina) у стилу замка, завршен 1810
- Минарет
- торањ осматрачница - "минарет" маварског препорода, висок 62 m, смештен у башти замка Ледњице (завршен 1804. године), одакле се пружа поглед на цео пејзаж. Током ведрих дана са торњева се могу видети и брда Палава и планине Мали Карпати.
- Обелиск
- обелиск подигнут у знак сећања на мировни споразум Кампо Формио (1798)

- Поханско
- Ловачка кућа у ампир стилу завршена после 1812. године, у њој се налази изложба Градског музеја Брецлав:
 у близини конака налазе се и важно археолошко налазиште остатака Велике Моравске и реконструисани делови чехословачких граничних утврђења
- Лани
- ловачка кућица у ампир стилу с почетка 19. века

## Чување
Архитектонски каприци и стаклена башта парка Ледњице   су наведени 1998. у програму Надгледања светских споменика од стране Фонда светских споменика, због њиховог погоршаног стања услед недостатка финансијских средстава. Фонд је претходно проучавао очување замкова Ледњице и Валтице, а након 1998. године помогао је у финансирању рестаурације каприца Валтице Rendezvous као  пројекат демонстрације уз подршку Американ Експреса.

## Галерија
- Замак Ледњице
- Стаклена башта Ледњице
- Унутрашњост стаклене баште
- Замак Ледњице
- Ледњице замак и штале
- Ледњичко језеро
- Замак Валтице
- Граничарска кућа
- Јанов замак
- Ловачка кућа